# Clavulium
Clavulium là một chi thực vật có hoa trong họ Đậu.